# Горбатый (остров, Красноярский край)
Горба́тый — остров архипелага Северная Земля. Административно относится к Таймырскому Долгано-Ненецкому району Красноярского края.

## География
Входит в состав Известняковых островов. Расположен в центральной части архипелага между островами Комсомолец и Октябрьской Революции (ближе к острову Октябрьской Революции) в западной части пролива Красной Армии. Расстояние до острова Комсомолец — 4,8 километра, до острова Октябрьской Революции — около 2,6 километра. В 1,5 километрах к северу от Горбатого лежит остров Большой Известняковый, в 500 метрах к югу — остров Круглый.

## Описание
Имеет вытянутую с юга на север форму длиной 1,6 километра и шириной до 700 метров. Существенных возвышенностей нет. Северный берег обрывистый, высотой до 10 метров. По всей территории — каменистые россыпи.